# 中山平次郎
中山 平次郎（なかやま へいじろう、1871年7月20日（明治4年6月3日） - 1956年（昭和31年）4月29日）は、明治後期から昭和前期にかけての日本の病理学者、考古学者。死没時の称号、位階勲等および学位は九州大学名誉教授正三位勲二等医学博士。
本来の職業は病理学者であるが、後世に残した業績は考古学分野での成果が大半を占めることから、一般には考古学者として知られている。

## 概要
中山平次郎は、1871年（明治4年）、現在の京都市上京区に生まれた。東京市に移った後、家業であった医学の道を進み、1900年（明治33年）、東京帝国大学医科大学を卒業し、ドイツ・オーストリア留学から帰国した1906年（明治39年）には、京都帝国大学・福岡医科大学（のちの九州大学医学部）の教授に就任した。しかし、解剖の際に罹った感染症をきっかけに次第に医学を離れ、少年時代に興味を持っていた考古学の研究に打ち込むようになった。主に九州北部をテーマとして研究し、1930年（昭和5年）には、九州考古学会を設立した。1931年（昭和6年）9月15日、九州帝国大学定年退官に際し正三位に叙せられた。1950年（昭和25年）、西日本文化賞を受賞した。1956年（昭和31年）、84歳で死去した。
考古学分野で顕著な業績を残す。例として、鎌倉時代に博多湾一帯に築かれた「元寇防塁」の命名、倭奴国王印の具体的な出土地の推定、石器時代と古墳時代の間の「中間時代」（現在で言うところの「弥生時代」）の提唱、平安時代に北九州に設置された鴻臚館の位置の特定などがあげられる（詳細は後述「考古学上の業績」参照）。

## 生涯

### 中山家
中山の遠祖に当たる玄亨は、18世紀初頭に佐渡国から京に出て禁裏の医師となり、以後中山家は代々医術を生業とする家系になった。中山の祖父・曄は正五位下典薬大属兼摂津守の官位を授けられており、1861年（文久元年）、徳川家茂に嫁ぐ和宮親子内親王やその母・観行院（橋本経子）らの差添医師に任ぜられ江戸城へ下向した。曄は将軍家から奥医師同等の待遇を受け、和宮らの主治医として診察を務めた。中山の父である徳輝も、典薬寮が廃止される1869年（明治2年）までは正六位下豊後介の官位をもつ同寮医師であった。また、母のまさも、典薬寮医師を務めた高階経由の三女（高階経徳の妹）であり、中山は父系・母系ともにエリート医家の血統を受け継いでいた。

### 少年時代
中山は1871年（明治4年）京都上京で、父徳輝と母まさの次男として誕生した。兄には、帝国陸軍軍医監を務めた後に中山とともに九州帝国大学で教鞭をとった中山森彦がおり、ロシア文学者の秋庭俊彦をはじめ4人の弟と1人の妹がいた 。
1874年（明治7年）に京都を離れた中山家は東京・神田小川町を経て神田猿楽町に転居、ここで中山は少年時代を過ごす。旧制中学生の頃にはすでに考古学に興味を示しており、自身が収集した土器片を東京帝国大学人類学教室の坪井正五郎に見せたところ、それは当時坪井らによって新発見され話題となっていた弥生土器と同じ物であったという 。

### 医学者として
第一高等学校を卒業した中山は、家業である医学の道へ進み、東京帝国大学医科大学に入学した。兄の森彦は外科学を専攻して臨床医となったのに対し、中山は基礎医学である病理学を選んだ。卒業後、同校の病理学教室助手となったのち、1903年（明治36年）から1906年（明治39年）までの3年間、文部省外国留学生としてドイツ帝国およびオーストリア＝ハンガリー帝国に官費留学を命ぜられている。この当時、官費留学生に選ばれる者はエリート中のエリートであり、中山は病理学の分野で将来を嘱望された優秀な研究者であったと思われる。なお、このときヨーロッパへ往復する船に、後に九州帝大医学部病理学教室で同僚教授となる田原淳も偶然同乗していた（田原は私費留学）。
帰国後、新たに開校した京都帝国大学福岡医科大学（後に九州帝国大学医学部を経て現在の九州大学医学部）の病理学教室初代教授に就任。このとき中山は、前述の坪井正五郎から「弥生式土器の本場に行くね」と声をかけられたという。
教授時代の中山から病理学を学んだ者の中には橋本策や郭沫若などがおり、橋本が1912年にいわゆる橋本病の発見について発表した論文には、中山の病理学上の指導に対する謝辞が記されている。また、後に中華人民共和国の要人となった郭沫若も、1955年12月に来日した際、福岡へ足を運び死の4か月前の中山を訪ねている。
病理学者としての中山の専門は、日本住血吸虫の人体内における発育史の研究など、主に寄生虫症に関するものであった。1907年（明治40年）、当時の学位令に基づき、京都帝大総長の推薦によって博士論文の提出なしに医学博士の学位を得る。

### 考古学への事実上転向
しかし、博士号取得から間もなくして大きな転機が訪れる。1909年（明治42年）夏のある日、剖検の執刀中に解剖中の遺体から化膿菌が感染、これによって中山は生死をさまようほどの感染症を発症してしまったのである。幸いにして、リンパ腺摘出手術によって敗血症の一歩手前で一命を取り留めたが、この事故がトラウマとなり、中山は極度に感染を恐れるようになり、メスを握ることはおろか解剖室に立ち入ることもほとんどなくなってしまった 。もともと（検体保存に欠かせない）ホルマリンに対して過敏な体質であったことに加え、解剖の執刀もできなくなるという、病理学者として致命的なハンディキャップをふたつも背負うこととなった中山は、代わりとして少年時代に熱中した考古学の研究へ情熱を傾けていった。
1912年（大正元年）より、中山は福岡日日新聞紙上で考古学分野での研究発表を始め、1914年（大正3年）からは専門誌である「考古学雑誌」で本格的な論文発表を行うようになった。以後、中山の活動領域はほぼ完全に考古学へと移行してゆく。九州帝大医学部病理学第1講座教授として定年退官まで教壇に立ち続けたが、実質的な教室の運営は第2講座教授の田原淳に譲り、病理学会とも疎遠になっていった 。

### 考古学上の業績
考古学者としての中山の研究テーマは、ほとんどが居住地であった九州北部に関する内容であった。そのうち、考古学史に名を残す功績は以下に示すようなものが挙げられる。
- 「元寇防塁」の命名
  - 1913年（大正2年）、福岡日日新聞に「元寇防塁の価値」という論説を投稿する際、福岡市の海岸線に点在する「石築地」と呼ばれていた石垣群を中山が便宜的に「元寇防塁」と名づけたことがきっかけとなり、以後はこの名称が通称として用いられるようになった。

- 漢委奴国王印の出土地の考証
  - 漢委奴国王印は、江戸時代後期の1784年4月12日（天明4年2月23日）に福岡藩領であった志賀島で発見されたが、具体的な発見場所についての記録は残っていなかった。中山は地元古老の口伝や寺社の記録などを基に、現在「金印発光碑」が建立された場所から少し海岸に近づいた場所にあった水田の中が発見場所と推定した。また中山は、当時一部にあった金印偽物説についても、論証によってこれを否定した。

- いわゆる「中間時代」の提唱
  - 1917年（大正6年）、中山は「九州北部に於ける先史原史両時代中間期間の遺物に就いて」という長編論文を発表した。それまでの学界では石器時代のあとはそのまま古墳時代に続くと考えられていたが、この論文において中山は、板付遺跡で発見された甕棺墓の中に石器と金属の両方を用いた痕跡が認められたことから、石器・古墳両時代の間にそのどちらとも異なる「中間時代」が存在すると発表した。この「中間時代」はのちに濱田耕作によって「金石併用時代」と呼ばれ、現在「弥生時代」として認知されている時代区分の最初の発見となった。

- 鴻臚館遺跡の位置特定
  - かつて北九州に存在した平安時代の外交施設「鴻臚館」の位置について、江戸時代以来の通説である官内町説に対して、中山は福岡城址説を主張した。中山の死去から30年以上を経た1987年（昭和62年）、平和台球場の改修工事中に遺構が見つかり、福岡城址説の正しさが立証された（詳しくは鴻臚館#建設位置と発掘調査参照）。

中山の研究スタイルの大きな特徴は発掘を行わないことであり、現地における踏査と表面採集、そして史料や文献の解析を通じ、採集物と遺跡との関係を明らかにするという方法を採った。鴻臚館遺跡の場所を、古代瓦の表面採集や万葉集に詠まれた情景の分析を基に特定したことなどはその典型例といえる。

### 晩年
大正時代を通し、九州の考古学界は中山ひとりによってリードされていたともいえる状態であったが、昭和に入って九州帝大を定年退官する頃には、考古学の分野で順次後進が育ち、また遺跡調査方法の主流も発掘調査へと移り変わっていた。そのような中、『考古学雑誌』に毎号のように論文を投稿していたことから、「中山の個人雑誌みたいだ」という批判が東京の学者の間で沸いた。これを耳にした中山は、1932年（昭和7年）の第22巻第6号を最後に同誌への論文発表をやめ、考古学研究の一線から退いてしまった。それ以後は、もっぱら自宅に近くの浜辺へ釣りに出かける日々が続き、来客があっても「近頃は魚釣りばっかりやっているので」と答え、考古学については語ろうとしなかった。中山は福岡医科大学着任以来この地をこよなく愛しており、同じく九州にゆかりの仙厓義梵に魅了された森彦とともに、絶筆後も東京や京都には戻らず福岡に留まった。
太平洋戦争が終わると、古希を過ぎていた中山は俄かに研究活動を再開する。考古学転向直後から取り組んだ金印研究の集大成である「金印物語」を執筆するかたわら、押しかけ入門してきた復員兵の原田大六に知識を伝授する日々を過ごした。しかし、名誉教授としての恩給以外に収入源を持たなかったこの時期の中山は、戦後の経済混乱によって深刻な貧困に陥る。顔は栄養失調で腫れ上がり、生活ぶりも「ちり紙の代わりに新聞紙で鼻をかみ、その紙も乾かしてまた使う」「煙草の吸いかすをもみほぐし、煙管でまた吸う」といった有様だった。それでも中山本人は「生活程度をそのころの十分の一以下に引下げればエエ」と笑って過ごしていたという。中山の出土品コレクションと兄森彦の美術品コレクションで半ば博物館の様相を呈していた福岡市荒戸の約500坪の邸宅は、それらコレクションの多くとともに人手に渡り、かつて使用人の宿舎としていた建物の6畳の自室で、研究も食事も睡眠も全て完結する生活を送った。前述した郭沫若の来日に際し、郭は中山宅への訪問を熱望したが、中山のあまりの困窮ぶりから郭を招いた日本学術会議は当惑し、結局売り渡した旧宅を借りて対面を果たした。
中山は感染事故から間一髪で生還したことをきっかけに「いつ死ぬ身か分からず、家族が残されてはかわいそう」という理由で独身のままであった。軍籍にあった森彦も同様の理由で生涯独身であり、妹の小春を含めた独身三兄妹で終生同居生活を送っていた。中山が死の床に就いたときには森彦もまた隣室で病に伏しており、妹の小春は自ら70歳を過ぎて90歳と84歳の兄二人を看病しなければならない、今日で言う「老老介護」の状況で、この様子を目撃した弟子のひとりは「偉大な学者の最後がこれでいったいいいのだろうか」と憤っている。
1956年（昭和31年）4月29日、肺炎に肋膜炎を併発した中山は自宅で息を引き取った。「わしの目の黒いうちに書き上げる。これは悲願だ」と死の直前まで執筆をつづけていた「金印物語」はついに未完となったうえ、原稿も死後に散逸した。
中山の最後の言葉は「骨格は九大の解剖学教室へ、組織は病理学教室へ寄贈してくれ。そこで私は永遠に生きている」であったという。この遺言によって中山の遺体は九州大学医学部へ献体され、死の翌日に解剖された。その後、全身骨格標本となって保管されていた遺骨は、2010年より同学部病理学教室が設置した「人体・病理ミュージアム」においてガラスケースに安置され、毎年秋ごろに期間限定で一般公開されている。

## 栄典
- 1931年（昭和6年）9月15日 - 正三位[16]

## 主な論文・著作

### 論文
医学関連
- 「輸卵管内ノ回虫」 福岡医科大学『福岡医科大学雑誌』第2巻第1号 1908年
- 「胃単純性潰瘍カ或ハ結核性潰瘍カ」 福岡医科大学『福岡医科大学雑誌』第3巻第1号  1909年
- 「死因トナリタル食道静脈瘤ノ破綻（東京帝国大学医科大学病理学教室ニ於ケル実験）」 福岡医科大学『福岡医科大学雑誌』第3巻第2号 1909年
- 「宿主ノ組織内ニ於ケル日本住血吸虫（Schistosomum japnicum, Katsurada）卵子ノ発育並ニ同虫病ニ於ケル組織変化ニ就テ」 福岡医科大学『福岡医科大学雑誌』第3巻第3号 1910年

縄文土器の研究
- 「九州に於ける彌生式土器と貝塚土器」 考古学会『考古学雑誌』第8巻第4号 1917年
- 「肥後国宇土郡花園村岩古層字曾畑貝塚の土器」 考古学会『考古学雑誌』第8巻第5号 1918年
- 「雑録　貝塚土器の縄文と古瓦の縄文」 考古学会『考古学雑誌』第8巻第12号 1918年
- 「福岡城西大堀発見のアイヌ式土器片」 考古学会『考古学雑誌』第16巻第12号 1926年

中間期間（弥生時代）の提唱
- 「筑前国糸島郡今津の貝塚」 考古学会『考古学雑誌』第6巻第6号 1916年
- 「銅鉾銅剣の新資料」 考古学会『考古学雑誌』第7巻第7号 1917年
- 「九州北部に於ける先史原史両時代中間期間の遺物に就て」 考古学会『考古学雑誌』第7巻第10・11号、第8巻第1・3号 1917年-1918年

鴻臚館と古代の福岡
- 「福岡附近の史蹟」 『福岡日々新聞』 1912年
- 「三野城址と推定すべき一遺蹟」 考古学会『考古学雑誌』第4巻第9・10号 1914年
- 「（寄書）警の一字を有する古瓦片」 考古学会『考古学雑誌』第5巻第12号 1915年
- 「古代の博多」 考古学会『考古学雑誌』第16巻第6・7・9・11号、第17巻第1・3・4・10号 1926年-1927年 - 鴻臚館の福岡城址説

その他考古学関連
- 「元寇防塁の価値」 『福岡日々新聞』 1913年 - 「元寇防塁」の命名
- 「博多町割間杖」 考古学会『考古学雑誌』第5巻第1号 1914年
- 「高取焼最古の二窯址と其遺物 附、筑前鞍手郡勝野村赤池発見の古陶器」 考古学会『考古学雑誌』第5巻第6号 1915年
- 「筑前國犬鳴谷に於ける高原五郎七の製陶所址」 考古学会『考古学雑誌』第5巻第8号 1915年
- 「筑前國嘉穂郡　白旗山麓の高取焼窯跡」 考古学会『考古学雑誌』第5巻第10号 1915年

### 著書
- 『古代の博多』（岡崎敬校訂） 九州大学出版会 1984年